# Elena Nurgalieva
Pour les articles homonymes, voir Nurgalieva.
Elena Nurgalieva (en russe : Елена Леонидовна Нургалиева), née le 9 janvier 1976 à Kuyeda (en), dans le kraï de Perm (Union soviétique), est une athlète russe.

## Biographie
Elena Nurgalieva est une coureuse d'ultra-marathon. Elle a remporté le Comrades Marathon à huit reprises et le Two Oceans Marathon quatre fois. Avec sa sœur jumelle, Olesya Nurgalieva (en), elle a dominé ces deux principaux ultramarathons d'Afrique du Sud de 2003 à 2014.

## Palmarès

### Comrades Marathon
| Année | Direction | Temps           | Classement |
| ----- | --------- | --------------- | ---------- |
| 2015  | Montée    | 6 h 40 min 36 s | 3          |
| 2014  | Descente  | 6 h 23 min 18 s | 2          |
| 2013  | Montée    | 6 h 27 min 09 s | 1          |
| 2012  | Descente  | 6 h 07 min 12 s | 1          |
| 2011  | Montée    | 6 h 24 min 11 s | 1          |
| 2010  | Descente  | 6 h 13 min 04 s | 1          |
| 2009  | Descente  | 6 h 13 min 14 s | 2          |
| 2008  | Montée    | 6 h 14 min 37 s | 1          |
| 2007  | Descente  | 6 h 10 min 32 s | 2          |
| 2006  | Montée    | 6 h 09 min 24 s | 1          |
| 2005  | Descente  | 6 h 12 min 19 s | 3          |
| 2004  | Montée    | 6 h 11 min 15 s | 1          |
| 2003  | Descente  | 6 h 07 min 47 s | 1          |

### Two Oceans Marathon
Elle a remporté quatre fois le Two Oceans Marathon, d'une distance de 56 km, en 2004, 2005, 2009 et 2012.